# Stichting Radio Nederland in den Overgangstijd
Radio Nederland in den Overgangstijd (RNIO) is een op juli 1945 door de Nederlandse regering opgerichte stichting die als één nationale radio-omroep in de plaats kwam van Radio Herrijzend Nederland en de verschillende omroepverenigingen. De omroep zond uit vanaf januari 1946 maar werd het jaar daarop weer vervangen voor het oude omroepbestel.
De omroep zou geschoeid moeten worden op de leest van de Britse BBC waarvandaan tijdens de Tweede Wereldoorlog Radio Oranje werd uitgezonden, en passend binnen de 'doorbraak-gedachte' van het kabinet-Schermerhorn-Drees, in plaats van de vooroorlogse particuliere (en verzuilde) omroepen.
De omroepen participeerden en waren vertegenwoordigd in de RNIO. De directie werd gevormd door Lodewijk Albert Kesper als voorzitter van het bestuur, Hendrik van den Broek als directeur van de Wereldomroep, Everhard Spelberg als programmadirecteur en Jozef Nolet als financieel directeur.
Al vrij snel bleek de doelstelling niet haalbaar: weliswaar leken tijdens de Tweede Wereldoorlog de scheidslijnen tussen de verschillende zuilen te zijn vervaagd, maar na de oorlog trok door verzet van de katholieke en protestantse politieke leiders en hun partijen de verzuiling weer aan en kwam van de door het kabinet gewenste doorbraak niet veel terecht. In 1947 werd de RNIO opgeheven en hiervoor in de plaats trad de Nederlandse Radio Unie (later opgegaan in de NOS), en Radio Nederland Wereldomroep, zelfstandig verdergegaan onder leiding van Hendrik van den Broek.